# FS 685
Die Dampflokomotiven der Gattung 685 der Ferrovie dello Stato Italiane (FS) waren Schlepptenderlokomotiven für leichte Schnellzüge mit einem Vierzylinder-Triebwerk. Die verwendete Achsfolge 1’C1’ wird als Prairie bezeichnet. Gebaut wurden 391 Lokomotiven in fünf Serien und verschiedenen Umbauserien aus der Baureihe 680. Sie waren die meistgebauten italienischen Schnellzugdampflokomotiven.

## Geschichte

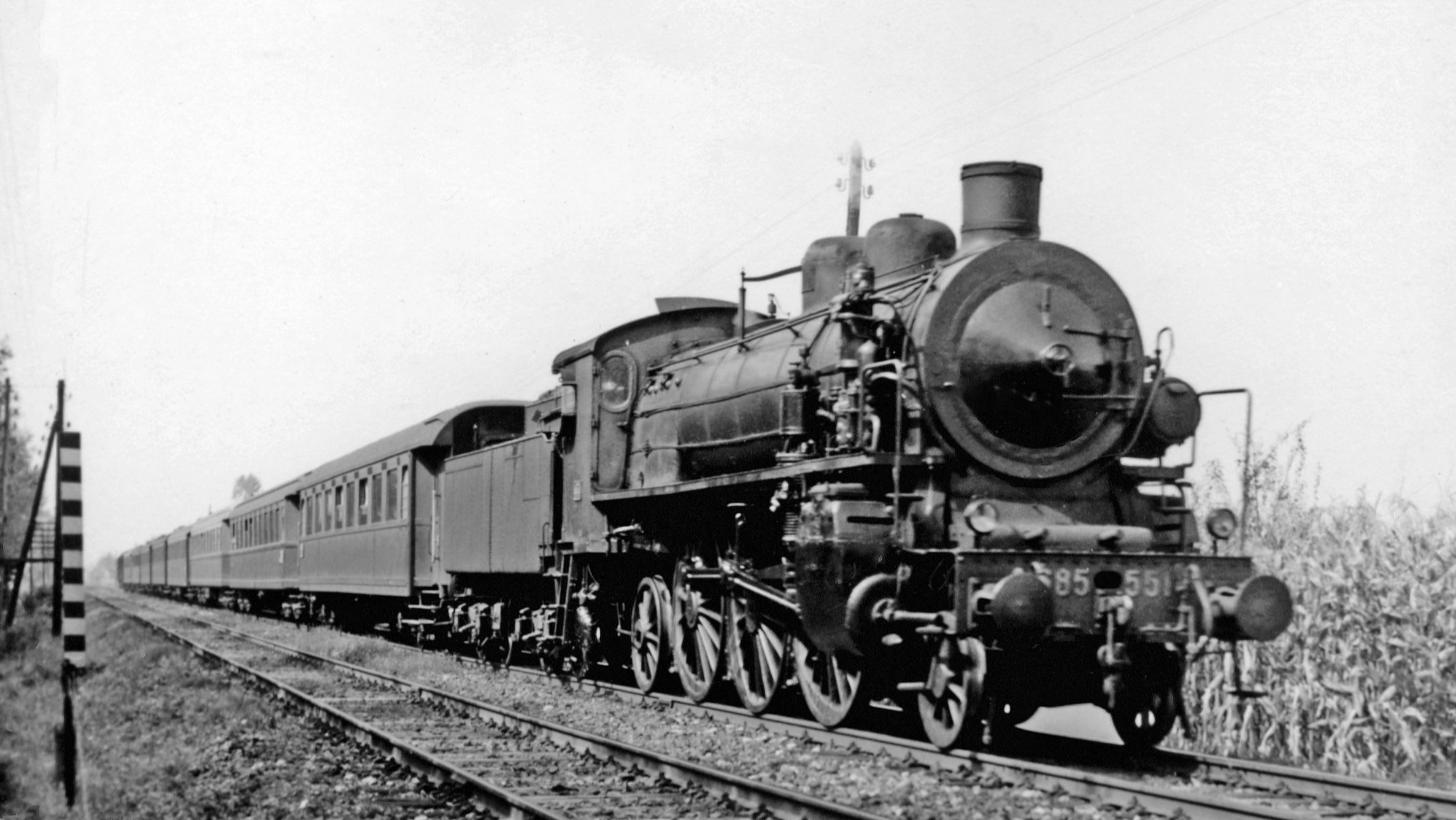
685.551 bei Santhia

Nur wenige Jahre nach der Indienststellung der Nassdampflokomotiven der Baureihe 680 mit Vierzylinder-Verbundtriebwerk wurde unter Rückgriff auf deren konstruktive Merkmale eine Vierzylinder-Heißdampflokomotive mit einstufiger Dampfdehnung, also ohne Verbundwirkung, gebaut und ab 1912 ausgeliefert. Die ersten zwei Serien lieferte Breda mit den Betriebsnummern 68501 bis 68566 und 68567 bis 68806, die späteren 685.001–066 und 067–106. 1921 und 1922 folgte von Breda die dritte Serie als 685.107–221. Im Jahre 1927 kam die vierte Serie, bestehend aus den 685.222–231 von Officine Meccaniche Italiane aus Reggio Emilia (Reggiane) und 685.232–241 von Officine Meccaniche Napoli, in Dienst. Als fünfte Serie wird die in den Jahren 1926 und 1927 von O.M. Mailand und Saronno in 30 Exemplaren gelieferte, zunächst als eigene Reihe 686 mit den Betriebsnummern 686.005–034 gebaute Variante mit Caprotti-Ventilsteuerung geführt. 1930 wurden sie mit den Betriebsnummern 685.955–984 in die Baureihe 685 eingegliedert.

## Konstruktion
Die Einheitsbauart folgte einfachen Konstruktionsprinzipien. Viele Bauteile wurden von der Vorgängerversion der Reihe 680 übernommen. Auf ein Verbundtriebwerk wurde verzichtet. Der Betriebsdruck des Kessels, der denen der Reihe 680 ähnelte, wurde niedrig ausgelegt und erzeugte eine stündliche Dampfmenge von 10 200 kg. Dennoch war die Leistungssteigerung auf 1250 PS gegenüber der Vorgängerversion bemerkenswert. Die tragende Konstruktion ist ein Blechrahmen, der auf den drei Kuppelradsätzen lagert. Das führende Lenkgestell – bestehend aus dem Lauf- und dem ersten Kuppelradsatz – entspricht der italienischen Bauart Zara, eine Variante des deutschen Krauss-Helmholtz-Lenkgestells. Der Laufradsatz ist 60 mm, der erste Kuppelradsatz 20 mm seitenverschiebbar. Die Maschinen weisen eine Druckluftbremseinrichtung und  Dampfheizungsanschlüsse auf. Ab der dritten Serie wurden längere Kessel eingebaut und die Leermasse der Lokomotive stieg von 70,8 auf 72,1 Tonnen.

## Umbauten
Der Bauartänderung bei der Auslegung der Steuerung für die fünfte Serie ging 1923 ein Versuch mit vier Lokomotiven aus der dritten Lieferserie voraus, die entsprechend umgebaut wurden und als Vorserienlokomotiven 686.001–004 einer neuen Baureihe bezeichnet wurden (siehe Tabelle). Sie bildeten ab 1930 mit den ab Werk mit dieser Steuerung gebauten Maschinen die Reihe 685.8. Auch die zehn Maschinen der vierten Serie, die 1926 von Reggiane geliefert wurden, hatten ab Werk die Caprotti-Steuerung.
Weiteren Zuwachs bekam die Baureihe zwischen 1926 und 1929 in Form der Unterbaureihe 685.3 durch den Umbau von 31 Einheiten der Baureihe 680 in Heißdampflokomotiven der Bauart 1’C1’ h4 durch Breda. Die ursprüngliche Ordnungsnummer wurde um 300 erhöht – anfänglich um 400 –, so dass die bisherige 680.145 die Werkshallen als erste Umbaulokomotive im Oktober 1926 als 685.545 verließ. Kurze Zeit darauf wurde sie zur 685.445. So entstanden weitere 31 Umbaulokomotiven im Nummernkreis von 685.301–452. Sie unterschieden sich äußerlich nicht nur durch Sanddom und Kessel, bei dieser Umbauvariante wurde auch andere Kesselrohre erprobt. Der Kesseldruck entsprach mit 16 bar dem der Ausgangslokomotiven.
Die nächste Umbauserie, bestehend aus 40 Maschinen, folgte unmittelbar und umfasste darüber hinaus die Ausstattung der nun umgebauten 680 – und aus dieser umgebauten 681 und 682 – mit Caprotti-Ventilsteuerung. Sie wurden zur Unterbaureihe 685.5 im Nummernkreis von FS 685.501–651. Die ursprüngliche Ordnungsnummer wurde um 500 erhöht. Kurzzeitig waren sie zuvor der später aufgelösten Baureihe 686 als Unterbaureihe 686.1 mit einer um 100 erhöhten Ordnungsnummer zwischen 686.101 und 251 eingegliedert. Als erste umgebaute ehemalige 680 verließ die 682.019 die Werkshallen von Breda  als 685.519.
Die letzte Umbauvariante der Reihe 680 beziehungsweise den bereits daraus umgebauten 681, war in den Jahren 1931 bis 1934 eine Gruppe von 50 Maschinen. Diese erhielten ebenfalls ein Heißdampftriebwerk, die Caprotti-Steuerung, einen Knorr-Vorwärmer und eine höhere Achslast, um das Reibungsgewicht zu erhöhen. Die Dienstmasse steigerte sich dadurch auf 73,4 t. Die Leistung wird mit 1350 PS angegeben und die zulässige Höchstgeschwindigkeit wurde für diese Serie auf 120 km/h angehoben. Eingereiht wurden die umgebauten Maschinen als Baureihe S 685.5. Analog den zuvor umgebauten Exemplaren wurde die laufende Nummer um 500 erhöht. Den Anfang machte die 680.051, die im April 1931 als S 685.551 wieder in Betrieb ging. Die zwei letzten waren im Juli 1933 die S 685.628 (ex 680.128), die bei OM umgebaut wurde und im September 1934 die S 685.591 (ex 680.091), die im FS-Ausbesserungswerk Pietrarsa umgerüstet wurde.
Die 680.110 wurde im Jahre 1933 versuchsweise auf eine Dampfturbine umgebaut und als 685.410 eingereiht. Die Ergebnisse entsprachen nicht den Erwartungen, so dass sie ein Jahr später wieder in eine Kolbendampflokomotive zurückgebaut wurde. Ihre Betriebsnummer behielt sie bis zur Ausmusterung.
Fünf Lokomotiven aus der fünften Serie mit Ventilsteuerung wurden ab 1939 versuchsweise mit einem Wärmetauscher der Bauart Franco-Crosti umgerüstet. Sie waren nach einem umgebauten Prototyp der Reihe 670 der zweite Maschinentyp der FS mit dieser Vorwärmerbauart. Die zwei Vorwärmer wurden an den Seiten des Kessels geneigt eingebaut. Auch der Kessel musste dafür geändert werden. Der Schornstein wich zwei seitlich angebrachten Abgasejektoren. Die Lokomotiven erhielten eine grüne Stromlinienverkleidung, die aus Wartungsgründen noch in den 1940er Jahren teilweise wieder zurückgenommen wurde. Anfangs erhielten sie zuerst ein S (Speciale) der Betriebsnummer vorangestellt, im Jahre 1956 wurden sie in 683 umgenummert (siehe Tabelle). Die Masse und Leistung waren den umgebauten S.685.500 vergleichbar.
| Umbau auf Caprotti-Ventilsteuerung | Umbau auf Caprotti-Ventilsteuerung | Umbau auf Caprotti-Ventilsteuerung |
| Indienststellung 1922              | ab 1924                            | ab 1930                            |
| ---------------------------------- | ---------------------------------- | ---------------------------------- |
| 685.161                            | 686.001                            | 685.861                            |
| 685.165                            | 686.002                            | 685.865                            |
| 685.167                            | 686.003                            | 685.867                            |
| 685.169                            | 686.004                            | 685.869                            |

| Umbau in Franco-Crosti-Lokomotiven | Umbau in Franco-Crosti-Lokomotiven | Umbau in Franco-Crosti-Lokomotiven | Umbau in Franco-Crosti-Lokomotiven |
| Indienststellung 1927              | 1930                               | 1940                               | 1956                               |
| ---------------------------------- | ---------------------------------- | ---------------------------------- | ---------------------------------- |
| 686.015                            | 685.965                            | S 685.965                          | 683.965                            |
| 686.016                            | 685.966                            | S 685.966                          | 683.966                            |
| 686.019                            | 685.969                            | S 685.969                          | 683.969                            |
| 686.022                            | 685.972                            | S 685.972                          | 683.972                            |
| 686.031                            | 685.981                            | S 685.981                          | 683.981                            |

## Betrieb

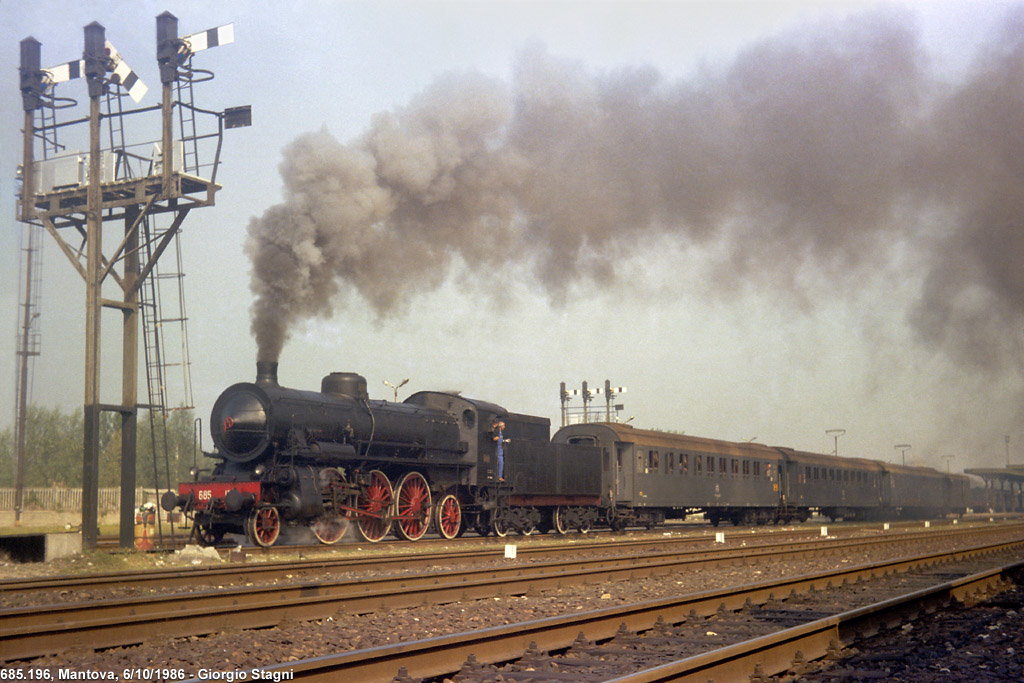
685.196 in Mantua

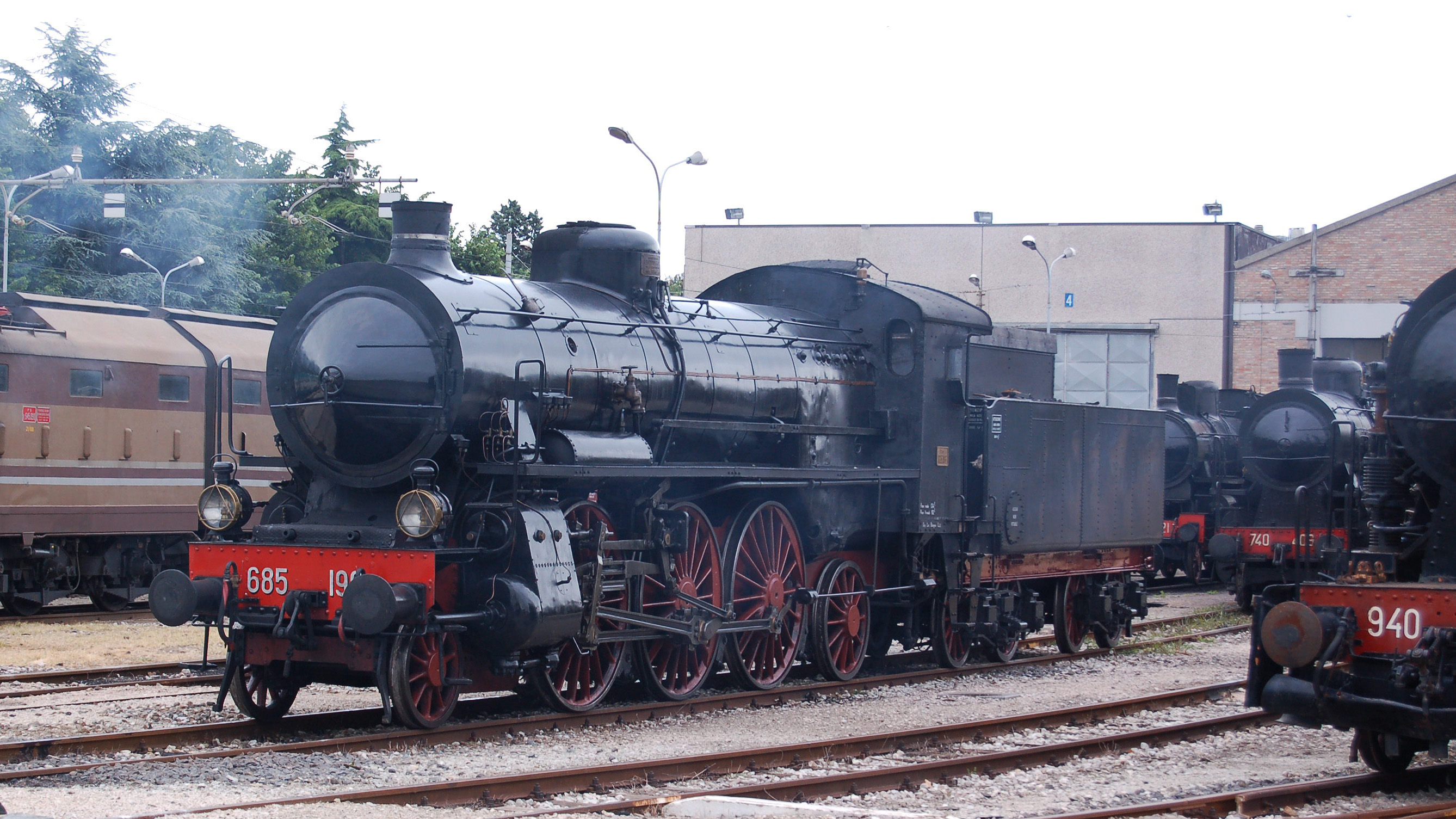
685.196 in Rimini

Bis in die 1960er Jahre leisteten die Lokomotiven einen wichtigen Beitrag im Schnellzugdienst in ganz Italien. Besonders beliebt und geeignet schienen sie für die Flachlandstrecken in Mittel- und Oberitalien, beispielsweise auf den von Mailand ausgehenden Relationen nach Rom oder Venedig, aber auch auf der Strecke Rom–Cassino–Neapel. Ab Herbst 1935 kamen sie auch aus den Depots Catania und Palermo auf den Strecken von Messina nach Syrakus und Palermo zum Einsatz. Mit dem Abschluss der Elektrifizierung der letzten Hauptstrecken in der Po-Ebene wurde ihr Einsatzgebiet auf Dienste auf Nebenstrecken degradiert. Hier verblieben sie bis zum Abschluss der Verdieselung in den frühen 1970er Jahren. Letzte Lokomotiven waren die 685.196 vom Depot Udine, die bis 1974 für einen täglichen Personenzug auf der Strecke Udine–Cervignano unterhalten wurde und die 685.222, die am 20. Januar 1975 ihre letzte Fahrt vor einem Güterzug auf der Strecke von Cremona nach Codogno absolvierte.
Die Lokomotiven der Splittergattung 683 wurde im Mai 1959 nach Udine verlegt. Danach kamen drei der vier Maschinen noch kurzzeitig nach Bari, bis alle vier, verteilt auf die Depots Bari, Foggia und Udine bis 1962 in Dienst standen und dann ausgemustert wurden.

## Verbleib
Nicht betriebsfähig erhalten blieben die 685.068 im Nationalen Eisenbahnmuseum der FS in Pietrarsa bei Neapel und die aus der 680.100 entstandene S 685.600 der letzten Umbauserie im Museum für Wissenschaft und Technik „Leonardo Da Vinci“ in Mailand. In Pistoia ist die in Privatbesitz befindliche 685.222 abgestellt.
Die 685.196 wurde nach ihrer Ausmusterung im Ausbesserungswerk Verona einer Hauptuntersuchung zugeführt und stand dem Depot in Triest für Sonderzüge zur Verfügung. Später wurde auch die 685.089, die lange Zeit im Eisenbahnmuseum von Campo Marzio in Triest ausgestellt war, wieder für historische Züge in Betrieb genommen. Beide waren danach bis März 2013 dem historischen Bestand des Depot Pistoia zugeteilt, wo auch der Verein Associazione Italvapore sein Domizil hat. Die 685.196 kam zu dieser Zeit wieder nach Verona.